# Fédération allemande des travailleurs de la métallurgie

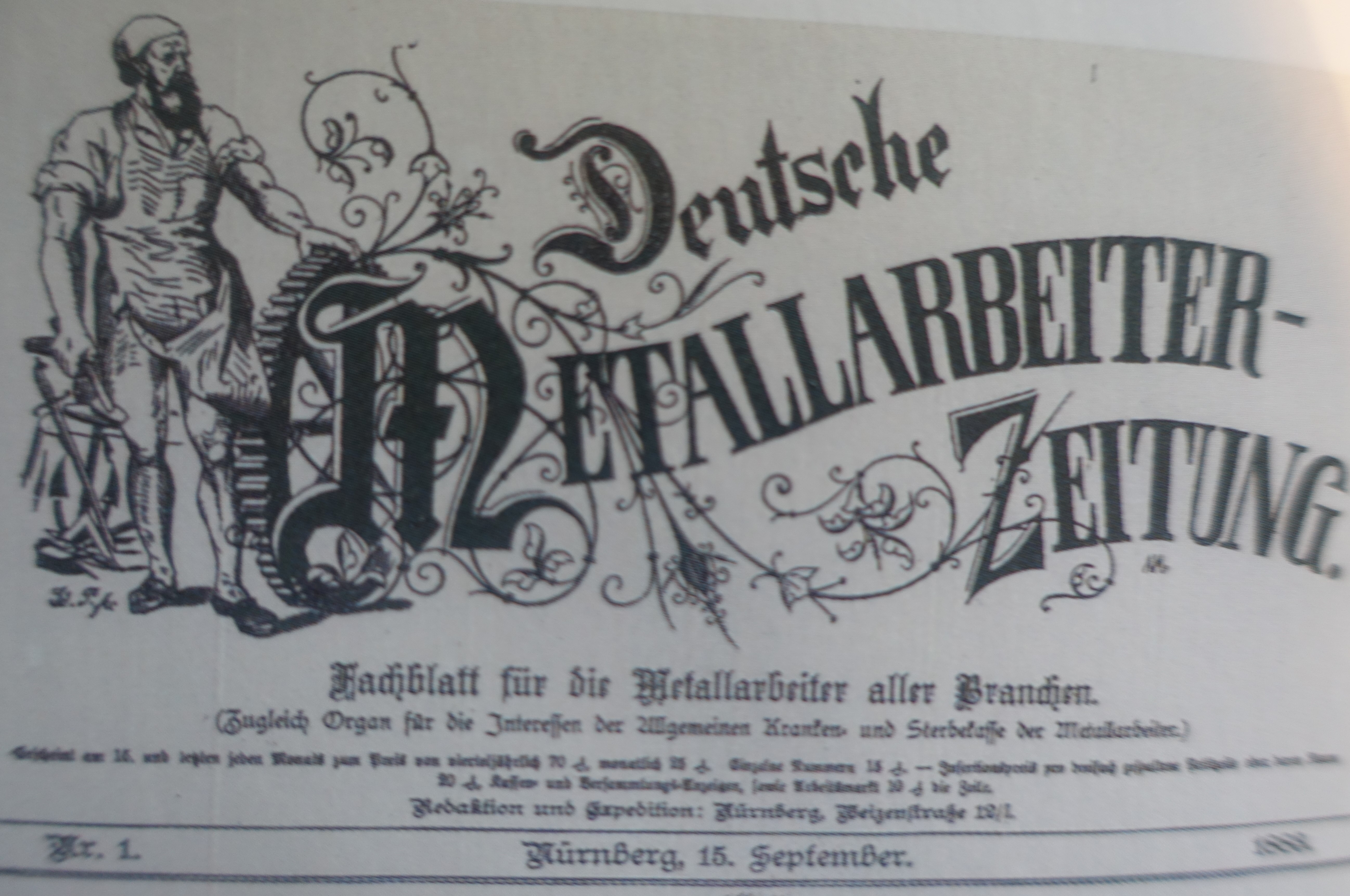
Deutsche Metallarbeiter-Zeitung du 15 septembre 1888

La Fédération allemande des travailleurs de la métallurgie (DMV) est une association syndicale libre de métallurgistes. Elle est fondée lors du congrès des métallurgistes à Francfort-sur-le-Main du 1er au 6 Juin 1891 avec effet au 1er août 1891. Dans le cadre de la mise au pas des syndicats libres après l'arrivée au pouvoir des nationaux-socialistes, le syndicat est contraint de se dissoudre le 2 mai 1933.

## Précurseur de la DMV
Dans les années 1860, des efforts concrets sont entrepris dans le monde ouvrier allemand pour créer des groupes de pression efficaces. Les métallurgistes jouent un rôle important en raison de leur haut degré d'organisation, de leur nombre et de leur niveau d'éducation relativement élevé. C'est ainsi que le Congrès général des travailleurs allemands (26-29 avril 1868 à Berlin) - convoqué par les Lassalliens Jean Baptista von Schweitzer et Friedrich Wilhelm Fritzsche (de) - fonde le Syndicat général allemand des métallurgistes unis, dont le siège est à Hanovre. Le 5e congrès des associations ouvrières allemandes (5-7 septembre 1868 à Nuremberg), soutient par la tendance Bebel-Liebknecht, reprend le programme de l'Association internationale des travailleurs et propose la création de coopératives syndicales centralisées. En conséquence, le Congrès international des métallurgistes, qui se tient à Nuremberg du 14 au 16 août 1869, créé la Coopérative internationale des métallurgistes. La Confédération générale des travailleurs allemands de la métallurgie et la Coopérative syndicale internationale des travailleurs de la métallurgie s'unissent lors du Congrès des métallurgistes qui se tient à Brunswick du 28 au 30 novembre 1869 pour former un syndicat unique des métallurgistes, la Confédération internationale des travailleurs de la métallurgie, dont le siège est à Hanovre (à partir de 1872 à Chemnitz ; à partir de 1874 à Brunswick). D'autres précurseurs de la Fédération allemande des métallurgistes sont le
- Union des travailleurs allemands de l'or et de l'argent (Hirsch-Duncker (de)/fondée en 1869 à Pforzheim),
- Association des plombiers et professionnels apparentés (créée en 1873 à Francfort-sur-le-Main)
- Union des forgerons (fondée en 1877 à Leipzig).

## Loi socialiste versus organisation syndicale
Le 21 octobre 1878, la loi socialiste est adoptée, avec pour résultat que toutes les associations de métallurgistes sont dissoutes par la police. Les métallurgistes ne veulent pas se plier à l'ordonnance. De nouvelles tentatives pour créer des groupes de défense sont lancées. Au cours des années 1880 à 1890, des associations professionnelles pour les métiers spéciaux de la métallurgie sont fondées. En décembre 1884, un congrès des métallurgistes est convoqué à Gera, qui décide de fonder une association de métallurgistes en grand-duché de Bade avec son siège à Mannheim. Le 19 août 1885, le commissaire de l'État de Bade dissout cette association syndicale avec toutes ses branches, invoquant la loi socialiste.

## Fondation de la DMV

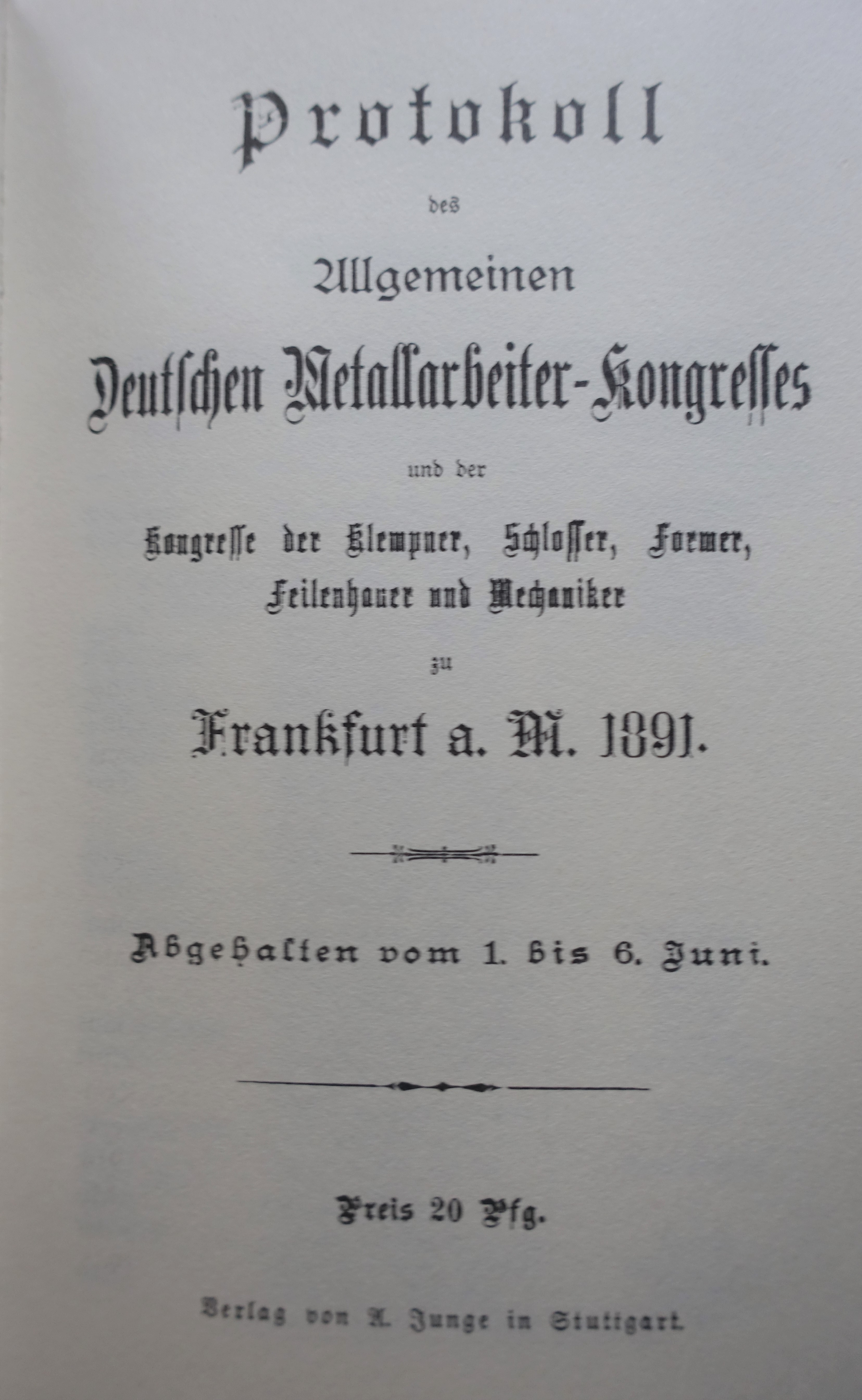
Protocole fondateur du Syndicat des métallurgistes 1891

Après l'abrogation de la loi socialiste, un congrès général des métallurgistes se tient à Francfort-sur-le-Main du 1er au 6 juin 1891. Un projet de statuts pour une "Union des travailleurs de la métallurgie", élaboré par Martin Segitz et ses collaborateurs, y est débattu, appelant tous les "ouvriers et ouvrières employés dans l'industrie métallurgique" à y adhérer. Sur les 128 délégués du congrès, qui représentent 112 organisations mixtes, 23 organisations de mouleurs, 17 organisations de plombiers, 15 organisations de serruriers et 33 diverses autres organisations professionnelles de quelque 120 localités, 101 se prononcent en faveur d'une telle fédération industrielle, 20 s'y opposent.
Cette fédération reçoit le nom de "Fédération allemande des travailleurs de la métallurgie" (DMV). Le siège du syndicat est fixé à Stuttgart. Le principal partisan d'une affiliation immédiate des mécaniciens est Alexander Schlicke, "homme de confiance" des mécaniciens depuis 1890. Les organisations sectorielles des mouleurs restent indépendantes jusqu'en 1912, celles des forgerons jusqu'en 1912. Diverses organisations sectorielles mixtes locales, surtout à Berlin, ne rejoignirent le DMV qu'en 1897. Avec la création d'un syndicat industriel, les métallurgistes jouent un rôle de pionnier dans l'ensemble du mouvement syndical allemand. Le nombre de membres augmente rapidement. Fin 1891, le DMV compte déjà 23 000 membres répartis dans 180 bureaux administratifs En 1901, le nombre de membres passe à 100 000 et en 1911 à 500 000 membres.

## Première Guerre mondiale et trêve

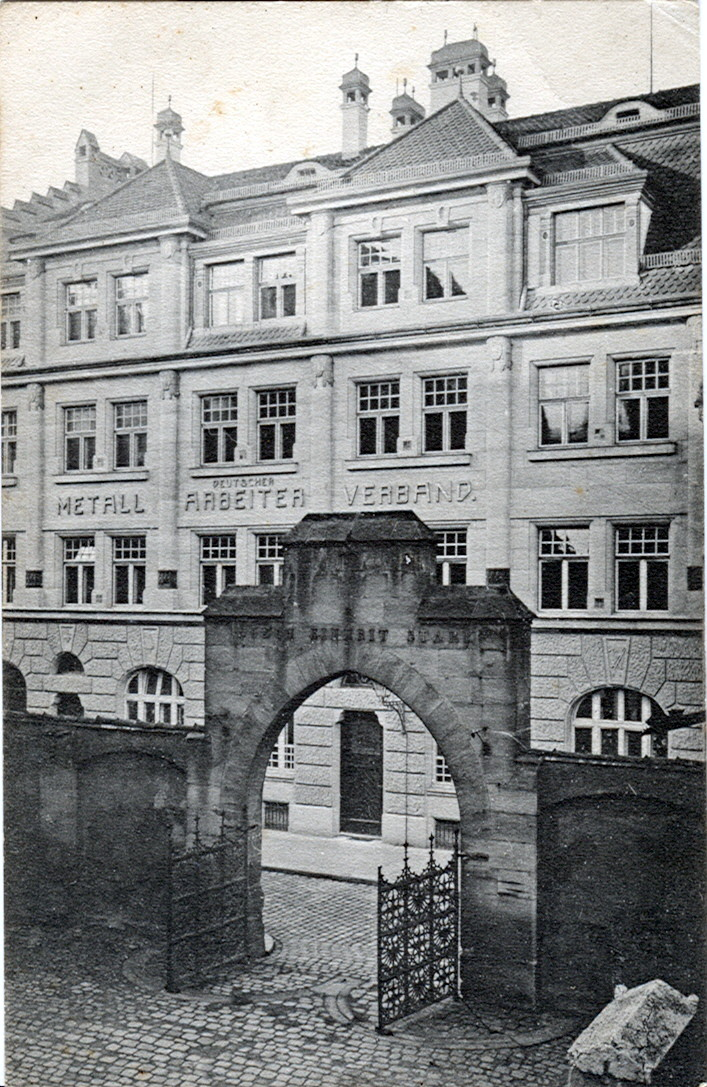
Carte postale du bâtiment de la DMV à Nuremberg

Avec les autres organisations réunies au sein de la Commission générale des syndicats, le DMV décide le 2 août 1914 d'interrompre toutes les grèves afin de ne pas mettre en danger les objectifs de guerre de l'Empire allemand. Deux jours plus tard, les sociaux-démocrates du Reichstag soutiennent également les crédits de guerre. Le renoncement à la grève apporte pour la première fois au DMV la reconnaissance de l'Empire, mais équivaut également à un abandon de soi en s'abstenant de faire grève.
Donc, dès le début, il y a de l'opposition. Dès 1914, les tourneurs berlinois, dirigés par leur directeur de succursale Richard Müller (de), refusent la trêve et mènent des grèves sauvages. Le mouvement se politise plus tard et le réseau des Obligeants révolutionnaires (de) voit le jour. Contre la volonté de la direction du DMV, ils organisent les métallurgistes de Berlin et d'autres villes en trois grandes grèves de masse contre la Première Guerre mondiale. Au cours de cette période, un second mouvement d'opposition, plus modéré, est né à Francfort-sur-le-Main sous la direction du fonctionnaire Robert Dißmann (de), rejoint par Tony Sender,.

## Révolution de novembre et République de Weimar
La révolution de novembre est en grande partie préparée à Berlin par les délégués syndicaux révolutionnaires au sein de la DMV, leur chef Richard Müller devient président du conseil exécutif des conseils des ouvriers et des soldats du Grand Berlin (de). Après la révolution, les dirigeants des principaux syndicats allemands forment un « groupe de travail » avec les employeurs. En faveur de la journée de huit heures et de la reconnaissance comme interlocuteur dans la négociation collective, ils renoncent à de nouvelles revendications révolutionnaires. Dans la DMV, l'opposition au groupe de travail est tout aussi féroce qu'elle l'est à la trêve. Lors de la Journée de l'Association en 1919, les membres de l'opposition réussissent à déposer le conseil d'administration. Robert Dißmann devient président et Richard Müller l'un des deux rédacteurs en chef de l'organe de l'association, le Deutsche Metallarbeiter-Zeitung. Après le changement de direction, la DMV dans son ensemble s'engage dans le système des conseils, ce qui en fait le seul syndicat allemand à représenter ouvertement les objectifs républicains des conseils.
Cependant, lorsque la révolution de novembre s'éteint, Robert Dißmann et d'autres s'éloignent de ces objectifs démocratiques de conseil et se contentent de la forme de cogestion sous la forme de comités d'entreprise qui a été introduite à l'époque et qui est encore courante aujourd'hui. Richard Müller est démis de ses fonctions de rédacteur en chef du journal de l'association. La DMV participe également par la suite au groupe de travail et représente la majorité des objectifs réformistes, bien qu'une forte opposition socialiste de gauche et plus tard également communiste ait continué d'exister.

## Dissolution et successeur
Comme d'autres grands syndicats, la DMV n'essaye pas de persuader ses membres de résister au national-socialisme après la prise du pouvoir. Comme en 1914, la direction de l'association cherche plutôt une entente avec l'État et appelle même à une "Fête Nationale du Travail" le 1er mai 1933. En dépolitisant le travail de l'association, on espère en vain contrecarrer une interdiction. Le régime nazi profite de l'apathie du DMV et d'autres grands syndicats pour consolider son pouvoir : le 2 mai 1933, le DMV est dissous et ses biens confisqués. Indépendamment de la politique dite d'adaptation, un nombre non négligeable de membres du DMV participent à la résistance contre le régime nazi. Par exemple, au moins 18 % du groupe de résistance Troupe de choc rouge (de), qui compte environ 500 membres en 1933, sont organisés au sein du DMV avant 1933. Dans certains districts de la fédération, 30 % à 50 % des anciens fonctionnaires permanents et bénévoles auraient participé à des activités illégales. De nombreux membres du DMV sont persécutés entre 1933 et 1945 et doivent subir une incarcération, souvent dans un camp de concentration.
Après la Seconde Guerre mondiale, le syndicat de l'industrie métallurgique est fondé en République fédérale d'Allemagne en 1949 en tant qu'organisation succédant au DMV, en RDA, les membres sont transférés au syndicat individuel IG Metall (de) du même nom et, depuis 1990, le IG Metall, le plus grand syndicat de cette branche, représente les salariés de l'industrie métallurgique en Allemagne.

## Membres notables

### Gestion du DMV
En plus du conseil consultatif de l'association, la DMV dispose également d'un conseil consultatif élargi de l'association. La DMV est membre de la Fédération internationale des métallurgistes (siège : Berne). Les présidents du DMV sont: August Junge (1891-1895), Alexander Schlicke (1895-1919), Robert Dißmann (de) (1919-1926), Wilhelm Eggert (de) (1921-1924), Alwin Brandes (de) (1919-1933), Georg Reichel (de) (1919-1933).

### Autres membres
- Wilhelm Bluhm (de) (1898-1942), résistant mort dans le camp de concentration de Sachsenhausen[7]
- Max Maddalena (1895-1943), député du Reichstag pour le KPD de 1928 à 1933, résistant, est mort à la prison de Brandebourg-Görden
- Heinrich Weiss (de) (1893-1966), député du parlement d'État du SPD de 1946 à 1966, membre de l'assemblée d'État conseillant sur la constitution, plusieurs fois membre de l'assemblée fédérale et porteur de la grande croix fédérale du mérite
- Wilhelm Hahn junior (de) (1904-1975), fonctionnaire social-démocrate[8]
- Richard Müller (de) (1880-1943), organisateur de grèves de masse contre la Première Guerre mondiale, protagoniste et historien de la Révolution de novembre
- Emil Barth (de) (1879-1941), membre de l'USPD au Conseil des représentants du peuple
- Alfred Dannenberg (de) (1906–1999), syndicaliste, postes de direction au sein de l'IG Metall après la Seconde Guerre mondiale
- Tony Sender (1888-1964), rédactrice en chef du journal de la Fédération